# كريس سيليزا
كريستوفر مايكل سيليزا (بالإنجليزية: Chris Cillizza)‏ المعروف بكريس سيليزا (من مواليد 20 فبراير 1976) هو صحفي أمريكي ومعلق سياسي لشبكة سي إن إن. كما عمل قبل التحاقه بالشبكة كمدون لـ The Fix، وهي مدونة سياسية يومية تابعة لصحيفة واشنطن بوست، حيث كان مساهماً منتظماً في الصحيفة في القضايا السياسية، كما يعد عضوا دائما في برنامج لقاء الصحافة، بالإضافة إلى كونه كان محللاً سياسياً لقناة إم إس إن بي سي. يعد سيليزا أيضا أحد الضيوف المنتظمين لبرنامج توني كورنهايزر. في أبريل 2017، بدأ سيليزا العمل لصالح شبكة سي إن إن، بما في ذلك الكتابة والظهور على الشاشة.

## المشوار المهني

### مدونة دي فيكس
أسس سيليزا مدونة دي فيكس في عام 2005 وكتب لها بشكل منتظم حتى انضم إلى شبكة سي إن إن في عام 2017. كان تركيز المدونة على السياسة الانتخابية الأمريكية، حيث علق سيليزا على انتخابات حكام الولايات والكونغرس والرئاسة. واستضاف من خلال مدونة فيكس الأسبوعية المحادثة المباشرة. أشرف سيليزا أيضا على مسابقة شهرية للتنافس تسمى "Politics and Pints" في واشنطن كابيتول لاونج بار كابيتول.

### الإعلام
من عام 2007 إلى عام 2008، كان سيليزا مضيفًا مشتركًا للحوارات الرئاسية لماي سبيس/إم تي في، والتي استضافت جون ماكين وباراك أوباما وآخرين في سلسلة أحداث رئاسية تفاعلية مباشرة. ظهر سيليزا وزميله الكاتب في عمود صحيفة واشنطن بوست دانا ميلبانك في سلسلة من مقاطع فيديو فكاهية عرفت باسم مسرح ماوتبيس والتي استضافتها صحيفة واشنطن بوست. لكنهت شهدت موجة استهجان شديد بعد تسجيلهم لشريط فيديو خلال مناقشة «قمة البيرة» في البيت الأبيض، حيث اختاروا علامات تجارية جديدة تمثل عددا من الشخصيات بما في ذلك اسم «ساقطة البيرة المجنونة» لهيلاري كلينتون. لكن كلاهما اعتذر عن الفيديو وتم إلغاء السلسلة.
في يوليو 2012، نشرت برودواي بوكس كتابه The Gospel According to the Fix. والذي كتب في شكل يشبه المدونة، واحتوي على قوائم مثل «أفضل 10 أسوأ الإعلانات السلبية» و«الكراهية الشخصية العميقة التي تثيرها السياسة» وتوقعات الانتخابات الرئاسية لعام 2012 و2016.
منذ عام 2014، خدم سيليزا مضيفًا منتظمًا في برنامج توني كورنهايزر.

### سي إن إن
في 3 أبريل 2017، انضم سيليزا إلى شركة سي إن إن كـ«مراسل سياسي ومحرر رقمي كبير»، يساهم عبر الإنترنت والتلفزيون.
في 28 يونيو 2017، أعلنت سي إن إن السياسية إطلاق "The Point with Chris Cillizza". ووفقا للبيان الصحفي الرسمي، فإن «المنصة المتعددة» الجديدة ستشمل «الأعمدة اليومية، والتحليلات المباشرة والرسائة الإخبارية المسائية والبودكاست والأحداث الليلية الترفيهية في واشنطن العاصمة.»